# English Football League One 2025-26
La English Football League One 2025-26, también llamada Sky BET League One por razones de patrocinio, es la décima temporada bajo el nombre de English Football League y la vigésimo cuarta edición de la Football League One desde su fundación en 2004. Un total de 24 equipos disputaron la liga, incluyendo 17 equipos de la temporada anterior, tres relegados de la Championship 2024-25 y cuatro promovidos de la League Two 2024-25.

## Ascensos y descensos
| Pos.  | de EFL One a EFL Championship |
| ----- | ----------------------------- |
| 1.º   | Birmingham City               |
| 2.º   | Wrexham                       |
| Prom. | Charlton Athletic             |

| Pos. | de EFL Championship a EFL One |
| ---- | ----------------------------- |
| 22.º | Luton Town                    |
| 23.º | Plymouth Argyle               |
| 24.º | Cardiff City                  |

| Pos.  | de EFL Two a EFL One |
| ----- | -------------------- |
| 1.º   | Doncaster Rovers     |
| 2.º   | Port Vale            |
| 3.º   | Bradford City        |
| Prom. | Wimbledon            |

| Pos. | de EFL One a EFL Two |
| ---- | -------------------- |
| 21.º | Crawley Town         |
| 22.º | Bristol Rovers       |
| 23.º | Cambridge United     |
| 24.º | Shrewsbury Town      |

## Información
| Equipo              | Entrenador         | Capitán              | Estadio                 | Capacidad | Proveedor Técnico | Patrocinador Principal                                                     |
| ------------------- | ------------------ | -------------------- | ----------------------- | --------- | ----------------- | -------------------------------------------------------------------------- |
| Barnsley            | Conor Hourihane    | Liam Kitching        | Oakwell Stadium         | 23,287    | Puma              | US Mobile                                                                  |
| Blackpool           | Steve Bruce        | Oliver Norburn       | Bloomfield Road         | 16,500    | Puma              | Utilita                                                                    |
| Bolton Wanderers    | Steven Schumacher  | Ricardo Santos       | Toughsheet Community    | 28,723    | Macron            | Victorian Plumbing                                                         |
| Bradford City       | Graham Alexander   | Richie Smallwood     | Valley Parade           | 24,840    | Macron            | JCT600                                                                     |
| Burton Albion       | Gary Bowyer        | John Brayford        | Pirelli Stadium         | 6,912     | TAG               | KIA Burton                                                                 |
| Cardiff City        | Brian Barry-Murphy | Joe Ralls            | Cardiff City Stadium    | 33,280    | New Balance       | Tourism Malaysia                                                           |
| Doncaster Rovers    | Grant McCann       | Richard Wood         | Eco-Power Stadium       | 15,231    | Oxen              | Eco-Power Group                                                            |
| Exeter City         | Gary Caldwell      | Pierce Sweeney       | St James Park           | 8,720     | Adidas            | HEL Performance                                                            |
| Huddersfield Town   | Lee Grant          | Jonathan Hogg        | Kirklees Stadium        | 24,121    | Umbro             | Utilita                                                                    |
| Leyton Orient       | Richie Wellens     | Darren Pratley       | Brisbane Road           | 9,271     | Puma              | Eastdil Secured                                                            |
| Lincoln City        | Michael Skubala    | TBA                  | Sincil Bank             | 10,669    | Oxen              | Branston(Local) University of Lincoln (Visitante)                          |
| Luton Town          | Matt Bloomfield    | Tom Lockyer          | Kenilworth Road         | 12,056    | Umbro             | Utilita                                                                    |
| Mansfield Town      | Nigel Clough       | Aden Flint           | Field Mill              | 9,186     | Castore           | One Call Insurance (Local) OCL Solicitors (Visitante) BeeNoticed (Tercera) |
| Northampton Town    | Kevin Nolan        | Jon Guthrie          | Sixfields Stadium       | 8,200     | Puma              | University of Northampton                                                  |
| Peterborough United | Darren Ferguson    | Jonson Clarke-Harris | London Road Stadium     | 13,511    | Puma              | Mick George Group                                                          |
| Plymouth Argyle     | Tom Cleverley      | Joe Edwards          | Home Park               | 17,900    | Puma              | Classic Builders                                                           |
| Port Vale           | Darren Moore       | Nathan Smith         | Vale Park               | 15,036    | Puma              |                                                                            |
| Reading             | Noel Hunt          | Andy Yiadom          | Madejski Stadium        | 24,161    | Macron            | Select Car Leasing                                                         |
| Rotherham United    | Matt Hamshaw       | Sean Morrison        | New York Stadium        | 12,021    | Puma              | Bluebell Wood Children's Hospice                                           |
| Stevenage           | Alex Revell        | Carl Piergianni      | Broadhall Way           | 7,800     | Macron            | Xsolla                                                                     |
| Stockport County    | Dave Challinor     | TBA                  | Edgeley Park            | 10,852    | Puma              | VITA Group                                                                 |
| Wigan Athletic      | Ryan Lowe          | Josh Magennis        | Brick Community Stadium | 25,138    | Puma              | Smurfit Westrock                                                           |
| Wimbledon           | Johnnie Jackson    | Jake Reeves          | Plough Lane             | 9,215     | Umbro             | War Child                                                                  |
| Wycombe Wanderers   | Mike Dodds         | Joe Jacobson         | Adams Park              | 10,137    | Hummel            | Origins                                                                    |

## Cambios de entrenadores
| Equipo            | Entrenador      | Tipo de salida            | Fecha de salida    | Posición     | Entrenador         | Fecha de entrada    |
| ----------------- | --------------- | ------------------------- | ------------------ | ------------ | ------------------ | ------------------- |
| Cardiff City      | Aaron Ramsey    | Fin de interinidad        | 3 de mayo de 2025  | Pretemporada | Brian Barry-Murphy | 16 de junio de 2025 |
| Huddersfield Town | Jon Worthington | Fin de interinidad        | 28 de mayo de 2025 | Pretemporada | Lee Grant          | 28 de mayo de 2025  |
| Plymouth Argyle   | Miron Muslić    | Contratado por Schalke 04 | 30 de mayo de 2025 | Pretemporada | Tom Cleverley      | 13 de junio de 2025 |

## Localización

#### Condados de Inglaterra
| Condado             | N.º | Equipos                                             |
| ------------------- | --- | --------------------------------------------------- |
| Gran Mánchester     | 3   | Bolton Wanderers, Stockport County y Wigan Athletic |
| Yorkshire del Sur   | 3   | Barnsley, Doncaster Rovers y Rotherham United       |
| Devon               | 2   | Exeter City y Plymouth Argyle                       |
| Gran Londres        | 2   | Leyton Orient y Wimbledon                           |
| Staffordshire       | 2   | Burton Albion y Port Vale                           |
| Yorkshire del Oeste | 2   | Bradford City y Huddersfield Town                   |
| Bedfordshire        | 1   | Luton Town                                          |
| Berkshire           | 1   | Reading                                             |
| Buckinghamshire     | 1   | Wycombe Wanderers                                   |
| Cambridgeshire      | 1   | Peterborough United                                 |
| Hertfordshire       | 1   | Stevenage                                           |
| Lancashire          | 1   | Blackpool                                           |
| Lincolnshire        | 1   | Lincoln City                                        |
| Northamptonshire    | 1   | Northampton Town                                    |
| Nottinghamshire     | 1   | Mansfield Town                                      |

#### Condados preservados de Gales
| Condado | N.º | Equipos      |
| ------- | --- | ------------ |
| Cardiff | 1   | Cardiff City |

## Clasificación
Los dos primeros equipos de la clasificación ascendieron directamente a la EFL Championship 2026-27, los clubes ubicados del tercer al sexto puesto disputaron un play-off para determinar un tercer ascenso. Por otro lado, los 4 últimos equipos de la clasificación, descendieron directamente a la EFL League Two.
| Pos. | Equipo              | Pts. | PJ | G | E | P | GF | GC | Dif. | Clasificación 2026-27                       |
| ---- | ------------------- | ---- | -- | - | - | - | -- | -- | ---- | ------------------------------------------- |
| 1    | Stevenage           | 12   | 4  | 4 | 0 | 0 | 8  | 3  | +5   | Ascenso a la EFL Championship.              |
| 2    | Cardiff City        | 10   | 4  | 3 | 1 | 0 | 6  | 1  | +5   | Ascenso a la EFL Championship.              |
| 3    | Barnsley            | 10   | 4  | 3 | 1 | 0 | 8  | 4  | +4   | Play-offs de ascenso a la EFL Championship. |
| 4    | Bradford City       | 10   | 4  | 3 | 1 | 0 | 6  | 3  | +3   | Play-offs de ascenso a la EFL Championship. |
| 5    | Huddersfield Town   | 9    | 4  | 3 | 0 | 1 | 9  | 3  | +6   | Play-offs de ascenso a la EFL Championship. |
| 6    | Luton Town          | 9    | 4  | 3 | 0 | 1 | 5  | 2  | +3   | Play-offs de ascenso a la EFL Championship. |
| 7    | Lincoln City        | 9    | 4  | 3 | 0 | 1 | 6  | 4  | +2   |                                             |
| 8    | Stockport County    | 7    | 4  | 2 | 1 | 1 | 7  | 5  | +2   |                                             |
| 9    | Leyton Orient       | 7    | 4  | 2 | 1 | 1 | 5  | 5  | 0    |                                             |
| 10   | Doncaster Rovers    | 7    | 4  | 2 | 1 | 1 | 4  | 4  | 0    |                                             |
| 11   | Exeter City         | 6    | 4  | 2 | 0 | 2 | 6  | 4  | +2   |                                             |
| 12   | Mansfield Town      | 6    | 4  | 2 | 0 | 2 | 6  | 5  | +1   |                                             |
| 13   | Wigan Athletic      | 6    | 4  | 2 | 0 | 2 | 5  | 4  | +1   |                                             |
| 14   | Wimbledon           | 6    | 4  | 2 | 0 | 2 | 4  | 3  | +1   |                                             |
| 15   | Bolton Wanderers    | 5    | 4  | 1 | 2 | 1 | 4  | 4  | 0    |                                             |
| 16   | Burton Albion       | 4    | 3  | 1 | 1 | 1 | 4  | 4  | 0    |                                             |
| 17   | Rotherham United    | 3    | 3  | 1 | 0 | 2 | 2  | 5  | −3   |                                             |
| 18   | Blackpool           | 3    | 4  | 1 | 0 | 3 | 6  | 11 | −5   |                                             |
| 19   | Port Vale           | 2    | 4  | 0 | 2 | 2 | 2  | 4  | −2   |                                             |
| 20   | Wycombe Wanderers   | 1    | 4  | 0 | 1 | 3 | 3  | 6  | −3   |                                             |
| 21   | Reading             | 1    | 4  | 0 | 1 | 3 | 2  | 7  | −5   | Descenso a la EFL League Two.               |
| 22   | Northampton Town    | 1    | 4  | 0 | 1 | 3 | 1  | 6  | −5   | Descenso a la EFL League Two.               |
| 23   | Plymouth Argyle     | 0    | 4  | 0 | 0 | 4 | 3  | 9  | −6   | Descenso a la EFL League Two.               |
| 24   | Peterborough United | 0    | 4  | 0 | 0 | 4 | 1  | 7  | −6   | Descenso a la EFL League Two.               |

Actualizado a los partidos jugados el 20 de agosto de 2025.
 Fuente: EFL

### Evolución de la clasificación
| Equipo              | 01 | 02 | 03 | 04  | 05 | 06 | 07 | 08 | 09 | 10 | 11 | 12 | 13 | 14 | 15 | 16 | 17 | 18 | 19 | 20 | 21 | 22 | 23 | 24 | 25 | 26 | 27 | 28 | 29 | 30 | 31 | 32 | 33 | 34 | 35 | 36 | 37 | 38 | 39 | 40 | 41 | 42 | 43 | 44 | 45 | 46 |
| Equipo              |    |    |    |     |    |    |    |    |    |    |    |    |    |    |    |    |    |    |    |    |    |    |    |    |    |    |    |    |    |    |    |    |    |    |    |    |    |    |    |    |    |    |    |    |    |    |
| ------------------- | -- | -- | -- | --- | -- | -- | -- | -- | -- | -- | -- | -- | -- | -- | -- | -- | -- | -- | -- | -- | -- | -- | -- | -- | -- | -- | -- | -- | -- | -- | -- | -- | -- | -- | -- | -- | -- | -- | -- | -- | -- | -- | -- | -- | -- | -- |
| Stevenage           | 6  | 5  | 1  | 1   |    |    |    |    |    |    |    |    |    |    |    |    |    |    |    |    |    |    |    |    |    |    |    |    |    |    |    |    |    |    |    |    |    |    |    |    |    |    |    |    |    |    |
| Cardiff City        | 9  | 8  | 2  | 2   |    |    |    |    |    |    |    |    |    |    |    |    |    |    |    |    |    |    |    |    |    |    |    |    |    |    |    |    |    |    |    |    |    |    |    |    |    |    |    |    |    |    |
| Barnsley            | 2  | 2  | 3  | 3   |    |    |    |    |    |    |    |    |    |    |    |    |    |    |    |    |    |    |    |    |    |    |    |    |    |    |    |    |    |    |    |    |    |    |    |    |    |    |    |    |    |    |
| Bradford City       | 7  | 7  | 5  | 4   |    |    |    |    |    |    |    |    |    |    |    |    |    |    |    |    |    |    |    |    |    |    |    |    |    |    |    |    |    |    |    |    |    |    |    |    |    |    |    |    |    |    |
| Huddersfield Town   | 1  | 1  | 7  | 5   |    |    |    |    |    |    |    |    |    |    |    |    |    |    |    |    |    |    |    |    |    |    |    |    |    |    |    |    |    |    |    |    |    |    |    |    |    |    |    |    |    |    |
| Luton Town          | 12 | 4  | 10 | 6   |    |    |    |    |    |    |    |    |    |    |    |    |    |    |    |    |    |    |    |    |    |    |    |    |    |    |    |    |    |    |    |    |    |    |    |    |    |    |    |    |    |    |
| Lincoln City        | 4  | 14 | 11 | 7   |    |    |    |    |    |    |    |    |    |    |    |    |    |    |    |    |    |    |    |    |    |    |    |    |    |    |    |    |    |    |    |    |    |    |    |    |    |    |    |    |    |    |
| Stockport County    | 5  | 3  | 4  | 8   |    |    |    |    |    |    |    |    |    |    |    |    |    |    |    |    |    |    |    |    |    |    |    |    |    |    |    |    |    |    |    |    |    |    |    |    |    |    |    |    |    |    |
| Leyton Orient       | 24 | 16 | 14 | 9   |    |    |    |    |    |    |    |    |    |    |    |    |    |    |    |    |    |    |    |    |    |    |    |    |    |    |    |    |    |    |    |    |    |    |    |    |    |    |    |    |    |    |
| Doncaster Rovers    | 11 | 6  | 6  | 10  |    |    |    |    |    |    |    |    |    |    |    |    |    |    |    |    |    |    |    |    |    |    |    |    |    |    |    |    |    |    |    |    |    |    |    |    |    |    |    |    |    |    |
| Exeter City         | 19 | 9  | 15 | 11  |    |    |    |    |    |    |    |    |    |    |    |    |    |    |    |    |    |    |    |    |    |    |    |    |    |    |    |    |    |    |    |    |    |    |    |    |    |    |    |    |    |    |
| Mansfield Town      | 14 | 19 | 16 | 12  |    |    |    |    |    |    |    |    |    |    |    |    |    |    |    |    |    |    |    |    |    |    |    |    |    |    |    |    |    |    |    |    |    |    |    |    |    |    |    |    |    |    |
| Wigan Athletic      | 3  | 12 | 8  | 13  |    |    |    |    |    |    |    |    |    |    |    |    |    |    |    |    |    |    |    |    |    |    |    |    |    |    |    |    |    |    |    |    |    |    |    |    |    |    |    |    |    |    |
| Wimbledon           | 18 | 10 | 9  | 14  |    |    |    |    |    |    |    |    |    |    |    |    |    |    |    |    |    |    |    |    |    |    |    |    |    |    |    |    |    |    |    |    |    |    |    |    |    |    |    |    |    |    |
| Bolton Wanderers    | 22 | 13 | 13 | 15  |    |    |    |    |    |    |    |    |    |    |    |    |    |    |    |    |    |    |    |    |    |    |    |    |    |    |    |    |    |    |    |    |    |    |    |    |    |    |    |    |    |    |
| Burton Albion       | 8  | 11 | 12 | 16* | *  | *  | *  | *  | *  | *  | *  | *  |    |    |    |    |    |    |    |    |    |    |    |    |    |    |    |    |    |    |    |    |    |    |    |    |    |    |    |    |    |    |    |    |    |    |
| Rotherham United    | 10 | 15 | 18 | 17* | *  | *  | *  | *  | *  | *  | *  | *  |    |    |    |    |    |    |    |    |    |    |    |    |    |    |    |    |    |    |    |    |    |    |    |    |    |    |    |    |    |    |    |    |    |    |
| Blackpool           | 13 | 22 | 17 | 18  |    |    |    |    |    |    |    |    |    |    |    |    |    |    |    |    |    |    |    |    |    |    |    |    |    |    |    |    |    |    |    |    |    |    |    |    |    |    |    |    |    |    |
| Port Vale           | 16 | 17 | 19 | 19  |    |    |    |    |    |    |    |    |    |    |    |    |    |    |    |    |    |    |    |    |    |    |    |    |    |    |    |    |    |    |    |    |    |    |    |    |    |    |    |    |    |    |
| Wycombe Wanderers   | 17 | 20 | 20 | 20  |    |    |    |    |    |    |    |    |    |    |    |    |    |    |    |    |    |    |    |    |    |    |    |    |    |    |    |    |    |    |    |    |    |    |    |    |    |    |    |    |    |    |
| Reading             | 23 | 24 | 24 | 21  |    |    |    |    |    |    |    |    |    |    |    |    |    |    |    |    |    |    |    |    |    |    |    |    |    |    |    |    |    |    |    |    |    |    |    |    |    |    |    |    |    |    |
| Northampton Town    | 20 | 18 | 21 | 22  |    |    |    |    |    |    |    |    |    |    |    |    |    |    |    |    |    |    |    |    |    |    |    |    |    |    |    |    |    |    |    |    |    |    |    |    |    |    |    |    |    |    |
| Plymouth Argyle     | 21 | 23 | 22 | 23  |    |    |    |    |    |    |    |    |    |    |    |    |    |    |    |    |    |    |    |    |    |    |    |    |    |    |    |    |    |    |    |    |    |    |    |    |    |    |    |    |    |    |
| Peterborough United | 15 | 21 | 23 | 24  |    |    |    |    |    |    |    |    |    |    |    |    |    |    |    |    |    |    |    |    |    |    |    |    |    |    |    |    |    |    |    |    |    |    |    |    |    |    |    |    |    |    |

## Resultados
| Local \ Visitante   | BAR | BLA | BOL | BRA | BUR    | CAR | DON | EXE | HUD | LEY | LCI | LUT | MAN | NHT | PET | PLY | PVL | REA | ROT | STE | STO | WIG | WIM | WYC |
| ------------------- | --- | --- | --- | --- | ------ | --- | --- | --- | --- | --- | --- | --- | --- | --- | --- | --- | --- | --- | --- | --- | --- | --- | --- | --- |
| Barnsley            | —   |     | 1–1 |     | 3–2    |     |     |     |     |     |     |     |     |     |     |     |     |     |     |     |     |     |     |     |
| Blackpool           |     | —   |     |     |        |     |     |     | 3–2 |     |     |     |     |     |     |     |     |     |     | 2–3 |     |     |     |     |
| Bolton Wanderers    |     |     | —   |     |        |     |     |     |     |     |     |     |     |     |     | 2–0 |     | 1–1 |     |     |     |     |     |     |
| Bradford City       |     |     |     | —   |        |     |     |     |     |     |     | 2–1 |     |     |     |     |     |     |     |     |     |     |     | 2–1 |
| Burton Albion       |     |     |     |     | —      |     |     |     |     |     |     |     | 2–1 |     |     |     | 0–0 |     |     |     |     |     |     |     |
| Cardiff City        |     |     |     |     |        | —   |     |     |     |     |     |     |     |     | 2–1 |     |     |     | 3–0 |     |     |     |     |     |
| Doncaster Rovers    |     |     |     |     |        |     | —   | 1–0 |     |     |     |     |     |     |     |     |     |     |     |     |     |     |     | 1–1 |
| Exeter City         |     | 4–1 |     |     |        |     |     | —   |     |     |     |     | 1–2 |     |     |     |     |     |     |     |     |     |     |     |
| Huddersfield Town   |     |     |     |     |        |     | 2–0 |     | —   | 3–0 |     |     |     |     |     |     |     |     |     |     |     |     |     |     |
| Leyton Orient       |     |     |     |     |        |     |     |     |     | —   |     |     |     |     |     |     |     |     |     |     | 2–2 | 2–0 |     |     |
| Lincoln City        |     |     |     |     |        |     |     |     |     |     | —   |     |     |     |     | 3–2 |     | 2–0 |     |     |     |     |     |     |
| Luton Town          |     |     |     |     |        |     |     |     |     |     |     | —   |     |     |     |     |     |     |     |     |     | 1–0 | 1–0 |     |
| Mansfield Town      |     | 2–0 |     |     |        |     | 1–2 |     |     |     |     |     | —   |     |     |     |     |     |     |     |     |     |     |     |
| Northampton Town    |     |     |     | 0–0 |        |     |     |     |     |     | 0–1 |     |     | —   |     |     |     |     |     |     |     |     |     |     |
| Peterborough United | 0–1 |     |     |     |        |     |     |     |     |     |     | 0–2 |     |     | —   |     |     |     |     |     |     |     |     |     |
| Plymouth Argyle     | 1–3 |     |     |     |        |     |     |     |     | 0–1 |     |     |     |     |     | —   |     |     |     |     |     |     |     |     |
| Port Vale           |     |     |     |     |        | 0–0 |     |     |     |     |     |     |     |     |     |     | —   |     |     | 1–2 |     |     |     |     |
| Reading             |     |     |     |     |        |     |     |     | 0–2 |     |     |     |     |     |     |     |     | —   |     |     |     |     | 1–2 |     |
| Rotherham United    |     |     |     |     | 14 Oct |     |     |     |     |     |     |     |     |     |     |     | 2–1 |     | —   |     |     |     |     |     |
| Stevenage           |     |     |     |     |        |     |     |     |     |     |     |     |     | 2–0 |     |     |     |     | 1–0 | —   |     |     |     |     |
| Stockport County    |     |     | 2–0 | 1–2 |        |     |     |     |     |     |     |     |     |     |     |     |     |     |     |     | —   |     |     |     |
| Wigan Athletic      |     |     |     |     |        |     |     |     |     |     |     |     |     | 3–1 | 2–0 |     |     |     |     |     |     | —   |     |     |
| Wimbledon           |     |     |     |     |        | 0–1 |     |     |     |     | 2–0 |     |     |     |     |     |     |     |     |     |     |     | —   |     |
| Wycombe Wanderers   |     |     |     |     |        |     |     | 0–1 |     |     |     |     |     |     |     |     |     |     |     |     | 1–2 |     |     | —   |

## Play-Offs
- Los horarios corresponden al huso horario de verano británico (UTC+1).

### Cuadro
|  | Semifinales | Semifinales | Semifinales | Semifinales | Semifinales |  |  | Final | Final | Final |  |
|  |             |             |             |             |             |  |  |       |       |       |  |
|  |             |             |             |             |             |  |  |       |       |       |  |
|  | 3           |             |             |             |             |  |  |       |       |       |  |
|  |             |             |             |             |             |  |  |       |       |       |  |
|  | 6           |             |             |             |             |  |  |       |       |       |  |
|  |             |             |             |             |             |  |  |       |       |       |  |
|  |             |             |             |             |             |  |  |       |       |       |  |
|  |             |             |             |             | '           |  |  |       |       |       |  |
|  | 4           |             |             |             |             |  |  |       |       |       |  |
|  |             |             |             |             |             |  |  |       |       |       |  |
|  | 5           |             |             |             |             |  |  |       |       |       |  |
|  |             |             |             |             |             |  |  |       |       |       |  |
|  |             |             |             |             |             |  |  |       |       |       |  |

### Semifinales
| Ida; mayo de 2026 |  | vs. |  |  |  |

| Vuelta; mayo de 2026 |  | vs. |  |  |  |

| Ida; mayo de 2026 |  | vs. |  |  |  |

| Vuelta; mayo de 2026 |  | vs. |  |  |  |

### Final
| mayo de 2026 |  | vs. | ' | Wembley, Londres |  |

|  | v.s |

## Máximos goleadores
- Actualizado el 17 de agosto de 2025.[24]

| Pos. | Jugador            | Club             | Goles | Part. | Prom. |
| ---- | ------------------ | ---------------- | ----- | ----- | ----- |
| 1    | Jamie Reid         | Stevenage        | 3     | 3     | 1     |
| =    | Niall Ennis        | Blackpool        | 3     | 3     | 1     |
| 3    | Sam Nombe          | Rotherham United | 2     | 2     | 1     |
| 4    | Matty Stevens      | Wimbledon        | 2     | 3     | 0.67  |
| =    | James Collins      | Lincoln City     | 2     | 3     | 0.67  |
| =    | David McGoldrick   | Barnsley         | 2     | 3     | 0.67  |
| =    | Bobby Pointon      | Bradford City    | 2     | 3     | 0.67  |
| =    | David Keillor-Dunn | Barnsley         | 2     | 3     | 0.67  |
| =    | Owen Bailey        | Doncaster Rovers | 2     | 3     | 0.67  |
| =    | Charlie Webster    | Burton Albion    | 2     | 3     | 0.67  |
| =    | Fraser Murray      | Wigan Athletic   | 2     | 3     | 0.67  |